# Monti Ruffi (versante sud ovest)
Monti Ruffi (versante sud ovest) este o arie protejată (arie specială de conservare — SAC, sit de importanță comunitară — SCI) din Italia întinsă pe o suprafață de 579 ha, integral pe uscat.

## Localizare
Centrul sitului Monti Ruffi (versante sud ovest) este situat la coordonatele 41°57′26″N 12°58′09″E / 41.957222°N 12.969167°E.

## Înființare
Situl Monti Ruffi (versante sud ovest) a fost declarat sit de importanță comunitară în iunie 1995 pentru a proteja 7 specii de animale. Situl a fost protejat și ca arie specială de conservare în decembrie 2016.

## Biodiversitate
Situată în ecoregiunea mediteraneană, aria protejată conține 4 habitate naturale: Păduri de Quercus ilex și Quercus rotundifolia, Pseudostepă cu ierburi și specii anuale de Thero-Brachypodietea, Pajiști uscate seminaturale și facies de acoperire cu tufișuri pe substraturi calcaroase (Festuco-Brometalia) (* situri importante pentru orhidee), Păduri de stejar alb estice.
La baza desemnării sitului se află mai multe specii protejate:
- păsări (1): sfrâncioc roșiatic (Lanius collurio)
- amfibieni (2): Salamandrina terdigitata, Triturus carnifex
- mamifere (1): lupul (Canis lupus)
- nevertebrate (3): fluturele de noapte (Eriogaster catax), Euplagia quadripunctaria, Melanargia arge

Pe lângă speciile protejate, pe teritoriul sitului au mai fost identificate 6 specii de plante, 3 specii de mamifere, 1 specie de reptile.